# دان شولمان
دان شولمان (بالإنجليزية: Dan Schulman)‏ هو مسير أعمال أمريكي، ولد في 19 يناير 1958 في نيوآرك في الولايات المتحدة.

## وصلات خارجية
- دان شولمان على موقع مونزينجر (الألمانية)